# الوطواط (فلم 1959)
الوطواط (بالإنجليزية: The Bat) فيلم غموض أمريكي انتج عام 1959 مقتبس عن رواية للكاتبة ماري روبرتس رينهارت. من إخراج كرين ويلبر، وبطولة أغنيس مورهيد، فينسنت برايس.

## روابط خارجية
- مقالات تستعمل روابط فنية بلا صلة مع ويكي بيانات